# Li Qingzhao (krater wenusjański)
Li Qingzhao – krater uderzeniowy na powierzchni Wenus o średnicy 22,8 km, położony na 23° szerokości północnej i 94° długości wschodniej.
Decyzją Międzynarodowej Unii Astronomicznej w 1991 roku został nazwany na cześć chińskiej poetki i pisarki Li Qingzhao (1085–1151).